# OpenAI Codex
OpenAI Codex是由OpenAI开发的人工智能模型。它能解析自然语言并生成相应的代码。该模型驱动了GitHub Copilot，一个为选定的IDE（如Visual Studio Code和Neovim）提供的编程自动补全工具。Codex是OpenAI的GPT-3模型的后代，经过微调以用于编程。
OpenAI为Codex发布了一个封闭测试版的API。2023年3月，OpenAI关闭了对Codex的访问。然而，由于来自研究者的公开呼吁，OpenAI改变了这一决定。现在，Codex模型仍可供OpenAI研究访问计划的研究者使用。

## 功能
基于 GPT-3，一种在文本上训练的神经网络，Codex 还接受了来自 5400 万个GitHub仓库的 159 GB Python代码的训练。 Codex 的一个典型用例是用户键入评论，例如“//计算给定窗口大小的数组的移动平均值”(//compute the moving average of an array for a given window size)，然后使用 AI 来建议满足该评论提示的代码块。 OpenAI 表示，Codex 可以完成大约 37% 的请求，旨在让人类编程更快，而不是取代它。根据 OpenAI 的博客，Codex 最擅长“将……简单问题映射到现有代码”，他们将其描述为“可能是编程中最不有趣的部分”。

## 问题
OpenAI 演示展示了代码示例中的低效代码和一次性怪癖等缺陷。  在接受 The Verge 采访时，OpenAI 首席技术官 Greg Brockman 表示，“有时 [Codex] 不太清楚你在问什么”，这可能需要反复试验。”